# ميلدريد بارتن نيوهول
ميلدريد بيرنيس بارتن نيوهول (4 أغسطس 1902-26 مايو 1970) عالمة اجتماع أمريكية، باحثة في معهد تنمية الطفل بجامعة مينيسوتا.
أكملت رسالة الدكتوراه عام 1929. طورت فيها نظرية المراحل الست للعب الأطفال، مما أدى إلى سلسلة من المنشورات المؤثرة.

## سيرة
كانت نيوهول من أوائل الذين أجروا دراسات مكثفة على الأطفال في حالة اللعب. أشرفت على الأطفال الذين تتراوح أعمارهم بين سنتين وخمس سنوات لفترات مكثفة مدتها دقيقة واحدة. في هذه الأطر الزمنية، يمكن أن ترى سلوك الأطفال المختلف وتوثقهم وفقًا لذلك. وأشارت إلى أن معظم اللعب تتم بمفردها في المراحل الأربع الأولى. تعتبر المجموعتان الأخيرتان أكثر شمولاً من مجموعات اللعب، وتحدثان في الفئات العمرية الأكبر سنًا والتي تنطوي على تفاعل أكبر بين الأطفال.

## الحياة العائلية
كانت متزوجة من سيدني نيوهول، الباحث في إيستمان كوداك في روتشستر، نيويورك. ميلدريد بارتن نيوهول كان باحثةً مشاركةً في علم النفس بجامعة روتشستر وتوفيت عام 1970.

## روابط خارجية
- ميلدريد بارتن نيوهول على موقع فايند أغريف